# Ross 128
Ross 128 är en ensam stjärna i mellersta delen av stjärnbilden Jungfrun, som också har variabelbeteckningen FI Virginis. Den har en skenbar magnitud av ca 11,13 och kräver ett teleskop för att kunna observeras. Baserat på parallax enligt Gaia Data Release 3 på ca 296,3 mas, beräknas den befinna sig på ett avstånd på ca 11 ljusår (ca 3,4 parsek) från solen, vilket gör den till den tolfte närmaste stjärnan till solsystemet. Den rör sig närmare solen med en heliocentrisk radialhastighet på ca -31 km/s. Stjärnan katalogiserades första gången 1926 av den amerikanska astronomen Frank Elmore Ross.

## Egenskaper
Ross 128 är en orange till röd dvärgstjärna i huvudserien av spektralklass M4 V. Den har en massa som är ca 0,15 solmassa, en radie som är ca 0,21 solradie och har en utstrålning från dess fotosfär av energi, till största delen i det infraröda bandet, av 0,0036 gånger solens vid en effektiv temperatur av ca 3 200 K.

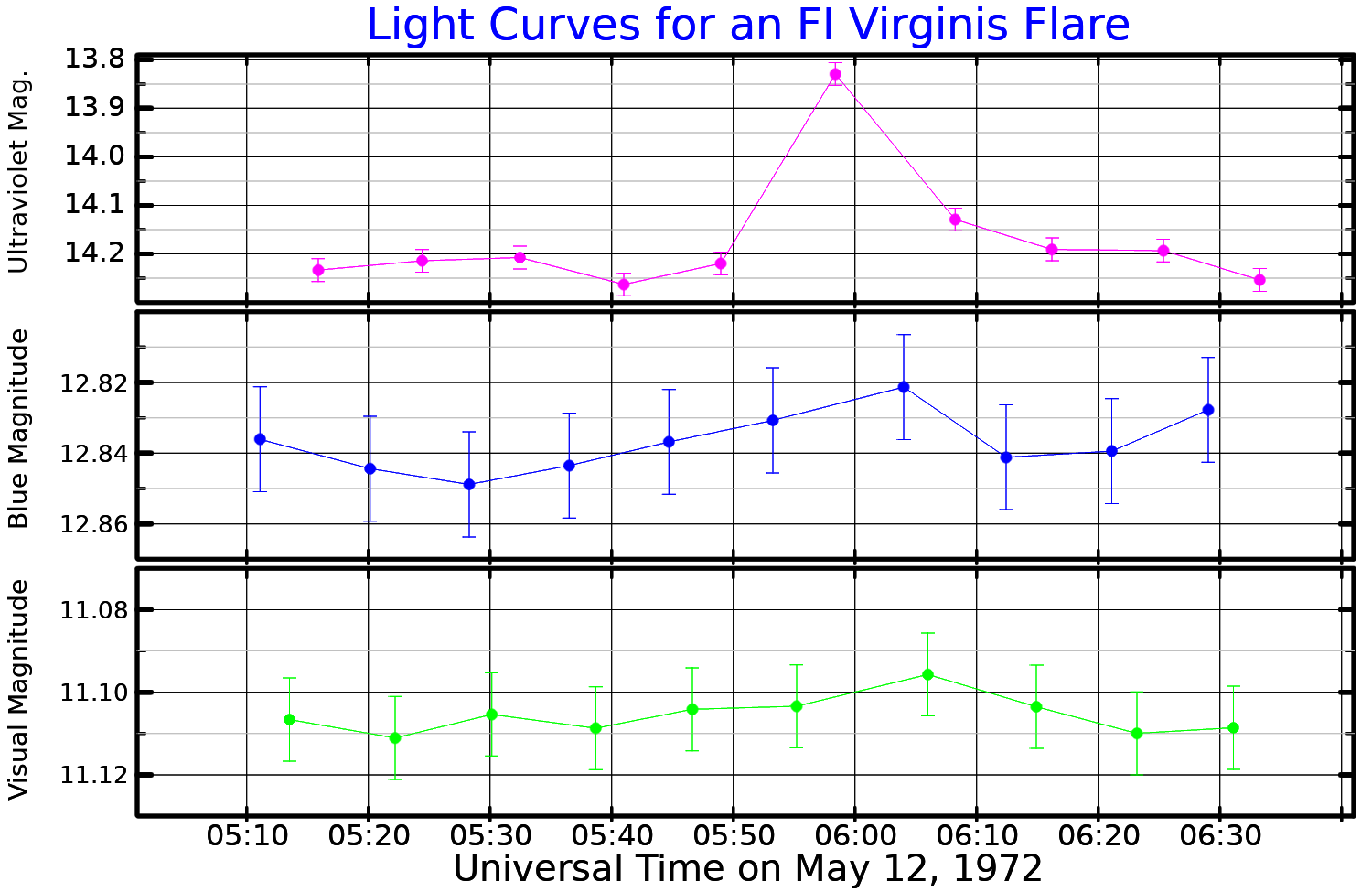
Ljuskurvors för en flare på FI Virginis, sedd i ultraviolet, blått och synligt band, upptagen från Lee and Hoxie (1972),

År 1972 upptäcktes en flare från Ross 128. Den sågs öka ljusstyrkan med ungefär en halv magnitud i det ultravioletta U-bandet och återgå till normal ljusstyrka på mindre än en timme. Vid optiska våglängder var ändringen av ljusstyrkan nästan omöjlig att upptäcka. Den klassificerades som en flarestjärna. På grund av den låga flareaktiviteten tros den vara en magnetiskt utvecklad stjärna. Det vill säga, det finns vissa bevis för att den magnetiska bromsningen av stjärnans stjärnvind har sänkt frekvensen av stjärnfläckar, men inte nettoutbytet.

## Planetsystem

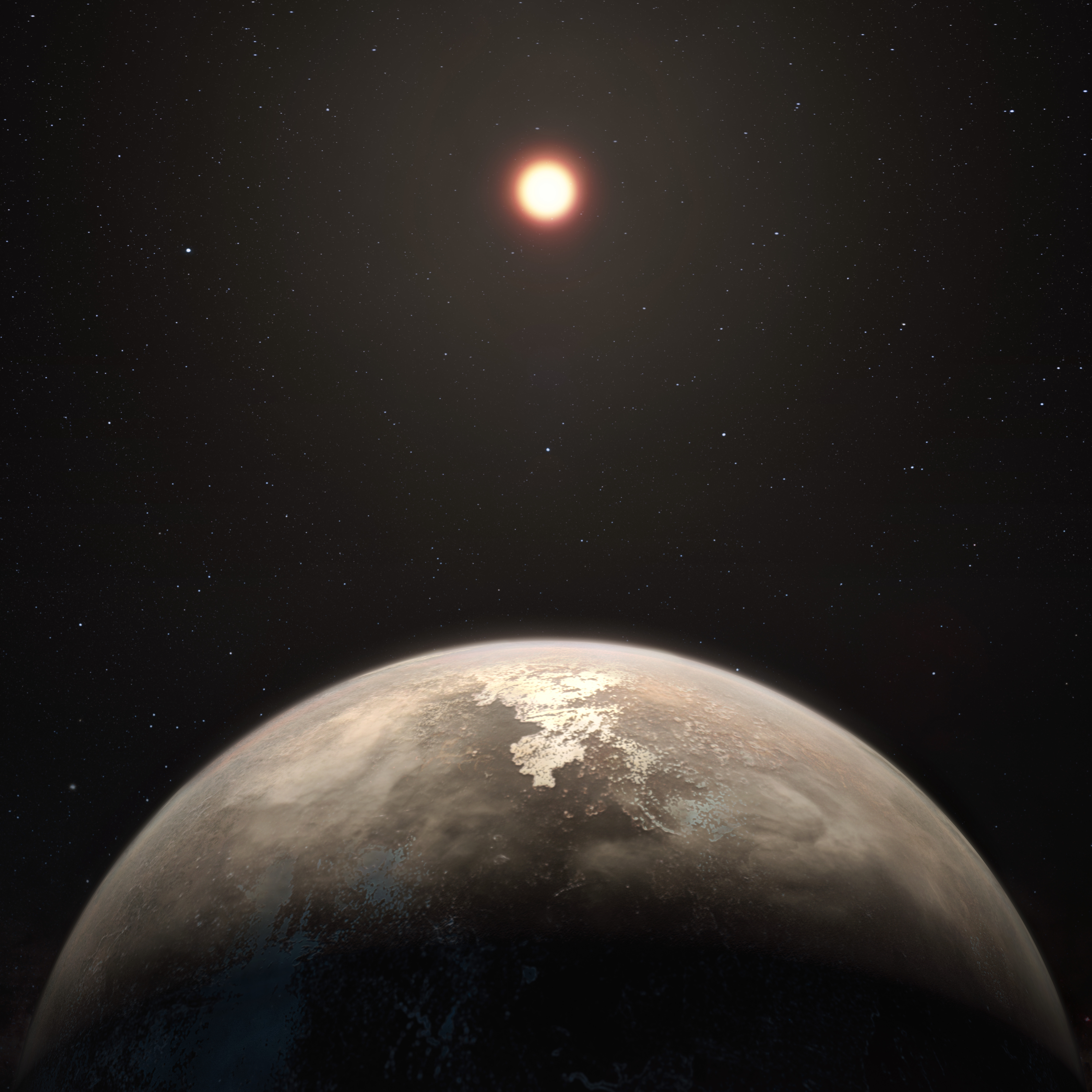
Konstnärens intryck av Ross 128 b, med Ross 128 synlig i bakgrunden.Foto:European Southern Observatory

Exoplaneten Ross 128 b upptäcktes i juli 2017 av instrumentet HARPS vid La Silla-observatoriet i Chile, genom att mäta förändringar i värdstjärnans radiella hastighet. Planetens existens bekräftades den 15 november 2017. Det är den näst närmaste kända exoplaneten i jordstorlek, efter Proxima b. Det beräknas att Ross 128 b har en massa på 1,8 gånger jordens, en radie 1,6 gånger jordens, och kretsar 20 gånger närmare dess stjärna än jorden kretsar kring solen, vilket betyder att den tar emot bara cirka 1,38 gånger mer solstrålning än jorden gör från solen, vilket ökar chansen att behålla en atmosfär över en geologisk tidsskala. Ross 128 b är en nära kretsande planet, med ett år (omloppstid) som varar ca 9,9 dygn. På det nära avståndet till dess värdstjärna är planeten troligen tidvattenlåst, vilket innebär att ena sidan av planeten skulle ha evigt dagsljus och den andra skulle vara i mörker. Nära infraröda högupplösta spektra från APOGEE har visat att Ross 128 har nära solmetallicitet; Ross 128 b innehåller därför troligen sten och järn. Dessutom stöder nya modeller som genererats med dessa data slutsatsen att Ross 128 b är en "tempererad exoplanet i den inre kanten av den beboeliga zonen."
| Planet | Massa             | Halv storaxel (AE) | Siderisk omloppstid (d) | Excentricitet | Inklination | Radie            |
| ------ | ----------------- | ------------------ | ----------------------- | ------------- | ----------- | ---------------- |
| b      | 1,8 +0,56−0,43 M🜨 | 0,0493 ± 0,0017    | 9,8596 ± 0,0056         | 0,036 ± 0,092 | -           | 1,6 +1,1−0,65 R🜨 |